# Stichting Wetenschappelijke Informatie
De Stichting Wetenschappelijke Informatie is een Surinaams onderzoeksbureau.
De stichting werd op 30 juli 1977 opgericht in Paramaribo door Frank Martinus Arion, Trudi Guda, Harold Jap A Joe, Frans Olivieira, Ramon Reeder, Cynthia Rozenblad, Evan Rozenblad en Carlo Vrede. Er worden onderzoeken verricht over culturele, economische, sociale en technologische ontwikkelingen. De doelgroep is de Surinaamse bevolking en de activiteiten variëren van onderzoek op cultureel-wetenschappelijk gebied in het buitenland, het doen van vergelijkend sociaal onderzoek, het verstrekken van recensies aan de media tot het naar Suriname halen van buitenlandse sprekers. Daarnaast houdt het opiniepeilingen over maatschappelijke thema's, zoals Vrouw van het Jaar. Het heeft ook opiniepeilingen gehouden in aanloop naar verkiezingen en masterclasses over verschillende thema's.
De organisatie was voor de oprichting van de stichting al actief. Het gaf toen aanleiding tot een aantal vrouweninitiatieven door de vrouwenboeken in haar bibliotheek ter beschikking te stellen. Aanvankelijk was het idee een tentoonstelling te laten organiseren, wat naderhand werd gewijzigd in een Vrouwen Informatie Weekend in januari 1977 met onder meer een vrouwencabaret. Sinds juni 1984 verschijnt het tijdschrift SWI Forum voor Wetenschap en Cultuur.